# Compactificació (física)
En física teòrica, la compactificació és una operació que permet canviar una teoria respecte d'una de les seves dimensions d'espaitemps. S'aplica sovint per a modificar una teoria amb una dimensió infinita de manera que aquesta darrera adquireix una longitud finita i, en alguns casos, periòdica.
La compactificació juga una paper important en càlculs de (i) termodinàmica de teoria de camps, on la dimensió temps és compactificada, (ii) teoria de cordes, on es compactifiquen les dimensions extres de la teoria, i (iii) física de l'estat sòlid unidimensional o bidimensional, quan un sistema és limitat en una o dues de les tres dimensions espacials habituals.
En el límit on la mida de la dimensió compacta va cap a zero, cap camp depèn d'aquesta dimensió extra, i la teoria es diu que ha estat "reduïda dimensionalment".

L'espai és compactificat sobre el compacte i, seguint la descomposició de Kaluza–Klein, s'obté la teoria de camp eficaç sobre M.

## Compactificació a la teoria de cordes
En teoria de cordes, la compactificació és una generalització de la teoria Kaluza-Klein. Intenta reconciliar la diferència existent entre la concepció del nostre univers, basat en les seves quatre dimensions observables, amb les 10, 11 o 26 dimensions indicades per les equacions teòriques.
Per a assolir-ho, les dimensions extres són "embolicades" o "enrotllades" en elles mateixes, en espais de Calabi–Yau, o en orbifolds. Models per als quals les direccions compactes accepten fluxes són coneguts com a compactificacions de flux. La constant d'acoblament de teoria de cordes, la qual determina la probabilitat de les cordes es separin i reconnectin, pot ser descrita per un camp anomenat dilató. Aquest últim pot ser descrit com la mida d'una (onzena) dimensió extra que és compacte. D'aquesta manera, la teoria de cordes 10-dimensional de tipus IIA pot ser descrita com la compactificació de la teoria M en onze dimensions. Així, les diferents versions de la teoria de cordes són relacionades per compactificacions diferents en un procediment conegut com a dualitat-T.

## Compactificació de flux
La compactificació de flux és una forma particular de tractar les dimensions addicionals requerides per la teoria de cordes. S'assumeix que la forma de la varietat interna és de tipus Calabi–Yau, o Calabi–Yau generalitzat, que és equipada amb valors no nuls de fluxes, i.e. formes diferencials, que generalitzen el concepte d'un camp electromagnètic.
El concepte hipotètic del paisatge antròpic en teoria de cordes prove de l'enorme nombre de possibilitats amb què els enters que caracteritzen els fluxos pot ser escollit sense violar regles de la teoria de cordes. Les compactificacions de flux poden ser descrites com buits de la teoria-F o de la teoria de cordes de tipus IIB amb o sense D-branes.